# Титов, Анатолий Фёдорович
Анатолий Фёдорович Титов (30 декабря 1933 — 16 июля 1990) — заслуженный геолог РСФСР, первооткрыватель нефтяных и газовых месторождений.

## Биография
Родился в 1933 году в селе Сючан. Трудовую деятельность начал в 1956 году. Окончил геологоразведочный техникум. Работал в системе Ухтинского территориального геологического управления. в должностях бурового мастера, начальника геологоразведочной партии. В 1973 году был направлен в Ненецкий автономный округ и назначен начальником Ненецкой геологопоисковой партии. До 1977 года руководил Ненецкой партией структурно-поискового бурения.
В марте 1977 года стал заместителем начальника Нарьян-Марской нефтегазоразведочной экспедиции. С декабря 1979 года Титов направляется начальником Хорей-Верской нефтегазоразведочной экспедиции ГО «Архангельскгеология». Под руководством и при непосредственном участии Анатолия Титова разведаны крупные Воргашорское угольное и Салюкинское нефтяное месторождение в Коми АССР, Ярейюское нефтегазоконденсатное месторождение, Ванейвисское нефтегазовое месторождение, Северо-Харьягинское и Южно-Хыльчуюское нефтегазовое месторождение, Василковское и Кумжинское газоконденсатные месторождения Ненецкого автономного округа.
Заслуженный геолог РСФСР. Награждён орденами Трудового Красного Знамени, «Знак Почёта», медалями.
Скончался 16 июля 1990 года после тяжёлой болезни. Похоронен в Архангельске на Маймаксанском кладбище.

## Память
Имя Анатолия Титова в память о его заслугах присвоено нефтяному месторождению, открытому в 1989 году в Ненецком автономном округе, и улице в Нарьян-Маре. На фасаде дома № 3 по улице Титова в Нарьян-Маре установлена мемориальная доска.